# Remparts de Villefranche-de-Conflent
Les remparts de Villefranche-de-Conflent sont l'ensemble des fortifications entourant la ville de Villefranche-de-Conflent, dans le département français des Pyrénées-Orientales. 

## Histoire
Les remparts ont été construits et modifiés du XIe au XVIIe siècle à un endroit stratégique permettant de contrôler les vallées de la Têt et de son affluent le Cady, combinés avec le fort Libéria les surplombant. 
Les remparts de Villefranche-de-Conflent, ainsi que les terrains les entourant, ont été classés au titre des monuments historiques, en trois étapes, en 1920, 1933 et 1938.